# Pokémon Jaune
Pokémon version jaune : édition spéciale Pikachu (ポケットモンスターピカチュウ, Poketto Monsutā Pikachū, lit. Pocket Monsters Pikachu), couramment appelé Pokémon Jaune est un jeu vidéo de rôle japonais de la licence Pokémon développé par Game Freak sous la direction de Satoshi Tajiri. Le jeu est une réédition légèrement modifiée du duo de jeux Pokémon Rouge et Pokémon Bleu et est sorti sur la console portable Game Boy en 1998 au Japon, en 1999 en Amérique du Nord et en Australie, puis en 2000 en Europe.
Le joueur contrôle le personnage principal via une vue aérienne et le dirige dans l'ensemble de la région fictive de Kanto. Son but est de capturer, d'entraîner et de faire combattre des créatures fictives appelées « Pokémon » afin d'obtenir le titre de « Maître Pokémon ». L'objectif ultime est de compléter le Pokédex (abréviation d’Index Pokémon) par l'obtention des 151 Pokémon disponibles. Quasiment identique à Pokémon Rouge et Bleu (Pocket Monsters Rouge et Vert), la version jaune s'inspire de la série animée Pokémon, le joueur obtient Pikachu en tant que « Pokémon de départ », tandis que son rival obtient Évoli.
Même si le jeu est une réédition d'un jeu déjà vendu à plus de trente millions d'exemplaires, Pokémon Jaune s'est montré extrêmement populaire et s'est écoulé à plus de 14 millions d'exemplaires à travers le monde. Il est le précurseur de la « troisième version » de Pokémon, la version complémentaire aux deux premiers.

## Synopsis
Tout comme Pokémon Rouge et Bleu, l'action de Pokémon Jaune se déroule dans la région fictive de Kanto, qui est toujours habitée par les mêmes 151 espèces de Pokémon (abréviation de « pocket monsters », « monstres de poche » en anglais).
Le but du jeu reste le même, seules quelques légères différences subsistent. Par exemple, le protagoniste silencieux ne choisit pas son Pokémon parmi les trois de départ comme dans les jeux originaux. À la place, le professeur Chen (Oak) lui offre un Pikachu sauvage capturé avant, tandis que le rival prend un Évoli (Eevee), à l'origine pour le protagoniste.
L'histoire du jeu reprend celle de la série animée Pokémon, jusqu'à avoir Pikachu qui suit le protagoniste,. Le joueur peut avoir, également, durant le jeu les trois « Pokémon de départ » des versions précédentes, c'est-à-dire Bulbizarre, Salamèche et Carapuce.
Tout au long du jeu, le joueur devra combattre les forces de la Team Rocket, une organisation criminelle qui vole les Pokémon. Tout comme dans la série animée Pokémon, il devra défier le duo Jessie-James avec leurs Pokémon, Abo/Arbok, Smogo/Smogogo et Miaouss. Le huitième et dernier Champion s'avérera être Giovanni, le chef de la Team Rocket ; sa défaite face au joueur marque la fin de l'organisation.

## Système de jeu

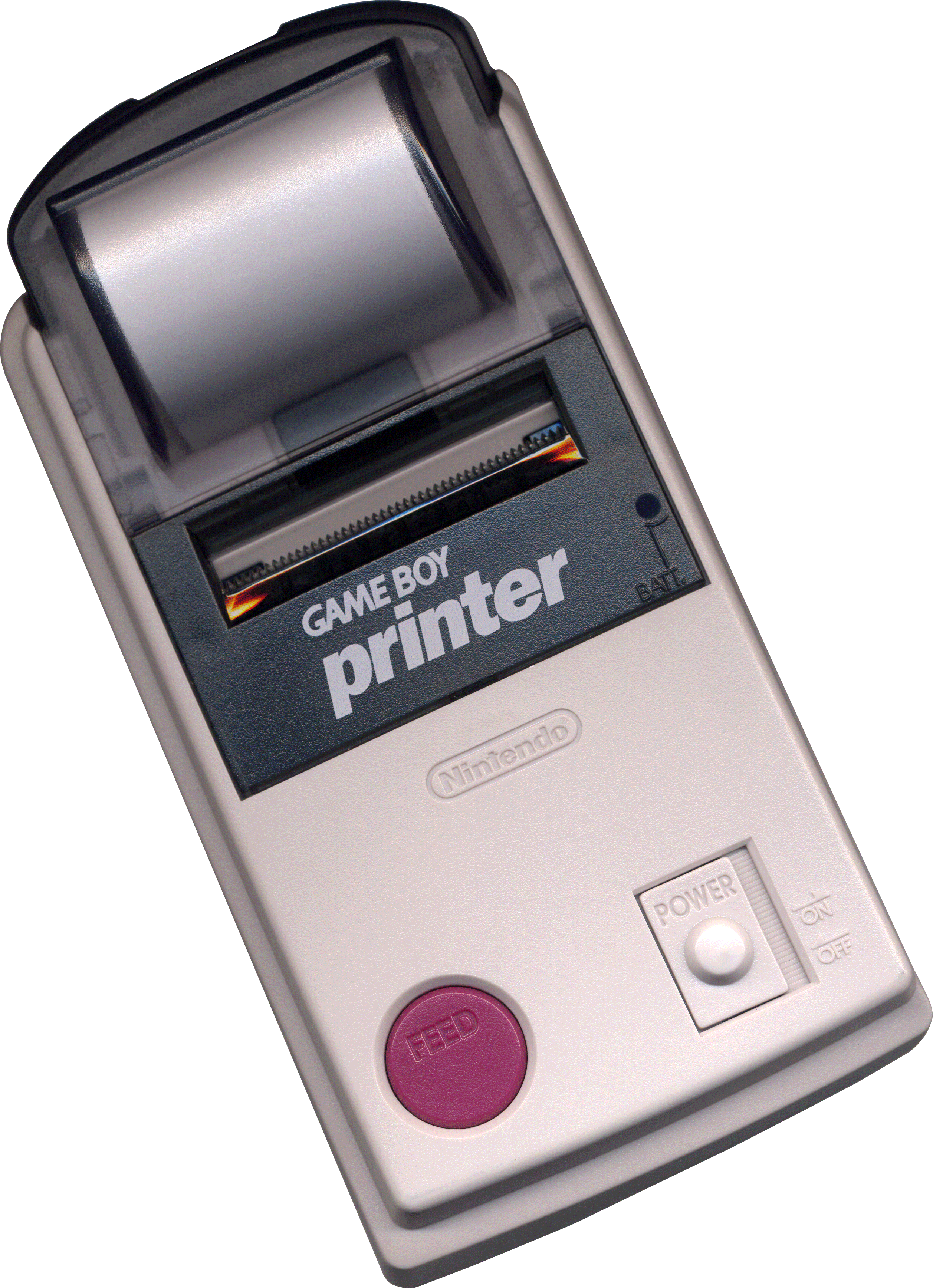
Pokémon Jaune est le premier jeu Pokémon à utiliser le Game Boy Printer.

Comme Pokémon Rouge et Bleu, Pokémon Jaune adopte une perspective en vue aérienne à la troisième personne, le joueur contrôlant directement le protagoniste dans le monde de fiction, tout en interagissant avec divers objets et personnes.
Le jeu Pokémon Jaune permet au joueur d'échanger des Pokémon avec d'autres cartouches de jeu de la licence Pokémon grâce au câble link reliant deux Game Boy, afin de compléter son Pokédex. Le jeu a également treize Pokémon absents de sa version,.
Le câble link permet également de combattre avec sa propre équipe de Pokémon l'équipe de l'autre joueur. Tandis qu'avec les versions antérieurs de la franchise, les règles sont semblables à celles utilisées contre les personnages non-joueur, le combat entre deux cartouches de la version jaune permet de modifier certaines règles. Pour un combat entre deux cartouches de la version jaune, trois catégories de combat sont disponibles : la « Pika Coupe », la « Poké Coupe » et la « P'tite Coupe ». L'autre ajout de cette version est la possibilité d'imprimer les données du Pokédex sur papier grâce au Game Boy Printer.

## Développement
La conception du jeu Pokémon Jaune s'est fait après le développement de la version japonaise de Pokémon Bleu, qui a été développée après les versions japonaises de Pokémon Vert et Rouge. Le jeu est développé par Game Freak et édité par Nintendo pour la console portable Game Boy. Sa sortie japonaise était programmée pour coïncider avec celle du film Pokémon, le film : Mewtwo contre-attaque et retarda celle de Pokémon Or et Argent. Selon un fouilleur de données, le jeu aurait dû avoir un jeu frère à la manière de Pokémon Rouge et Bleu appelé Pokémon Rose avec le Pokémon Mélofée sur la jaquette.
Pokémon Jaune sort au Japon le 12 septembre 1998 au Japon avec pour mascotte de jaquette un Pikachu joyeux et jovial. Le jeu est ensuite sorti le 3 septembre 1999 en Australie, 19 octobre 1999 en Amérique du Nord, puis le 16 juin 2000 en Europe. La mascotte de la boîte de jeu reste Pikachu, celui-ci prend un air plus colérique, par rapport à la version japonaise.

## Accueil
Pour une édition spéciale, Pokémon Jaune a reçu sur GameRankings une note moyenne basée sur seize tests de 85,12 %. Cette moyenne lui permet d'obtenir la cinquième place parmi les jeux Game Boy, la 61e parmi les jeux sortis en 1999 et le premier jeu Game Boy de 1999. IGN lui donne la note maximale, 10/10 et qualifie le jeu de « chef-d'œuvre ». Avec une note plus basse, Consoles + note le jeu de 90 %. En lui donnant la note de 8,9/10, GameSpot lui attribue un « génial ». Nintendo Power et Jeuxvideo.com lui attribuent la même note de 16/20,. Gamekult est l'une des plus basses notes et donne un « bon » 7/10 au jeu.
À cause de son arrivée tardive sur le marché français et européen, les critiques françaises lui reprochent son graphisme dépassé et obsolète,. Ceux-ci considèrent aussi que le jeu s'inscrit surtout dans la campagne marketing de Pokémon,, l'un parle même d'un « bourrage de crâne ».
La vente de Pokémon Jaune est considéré comme un succès commercial. À travers le monde, le jeu s'est vendu à 14,64 millions d'unité. Au Japon, le jeu s'est vendu à plus de 3,16 millions d'exemplaires. Aux États-Unis, il termine quatrième meilleure vente de 2000, derrière Pokémon Argent, Pokémon Or et Pokémon Stadium. En France, en un mois, le jeu s'est vendu à 400 000 unités et avait été pré-commandé 30 000 fois. Le jeu est entré dans le Livre Guinness des records en 2001 pour son record de s'être vendu en un million d'exemplaires en seulement un mois.

## Postérité
Pokémon Jaune est le premier jeu de la série de jeux vidéo Pokémon complémentaire aux jeux originaux ; il constitue le « troisième jeu ». Par la suite, Pokémon Cristal est la version complémentaire au duo Pokémon Or et Argent, Pokémon Émeraude du duo Pokémon Rubis et Saphir et Pokémon Platine du duo Pokémon Diamant et Perle.
Pokémon Jaune reçoit le prix du meilleur jeu vidéo de console lors des BAFTA Interactive Entertainment Awards en 2000. Il est désigné par VG Chartz comme étant le septième meilleur jeu de Game Boy.
En 2012, une contrefaçon du jeu sort sur l'App Store de la marque américaine Apple. Le téléchargement payant a permis à la personne ayant mis le jeu en ligne d'empocher 10 000 dollars.
En mai 2018, The Pokémon Company et Game Freak annoncèrent Pokémon Let's Go, Pikachu et Pokémon Let's Go, Évoli sur Nintendo Switch, deux nouvelles versions basées sur Pokémon Jaune, ayant pour vocation principale d'être une passerelle permettant d'amener les nouveaux joueurs initiés à la franchise via Pokémon GO vers les jeux traditionnels.